# Alexander Rudbeck
Oscar Thure Gustaf Alexander Fredrik Rudbeck, född 21 januari 1829 i Husby, Stavby socken, Uppsala län, död 24 april 1908 i Adolf Fredriks församling, Stockholm, var en svensk friherre och genremålare.
Alexander Rudbeck var son till Claes Reinhold Rudbeck (1791–1874) och stiftsjungfrun grevinnan Juliana Sofia Gabriella Oxenstierna af Korsholm och Wasa. Fadern ägde Edsbergs slott i Sollentuna socken, Stockholms län 1833–1863 och Husby med underlydande i Stavby i Stavby socken och Tuna socken, Uppland i Uppsala län 1817–1863 samt husen nr 19 A och B Lilla Vattugatan samt nr 8 A och B Karduansmakaregatan i Stockholm. Hässelby gård i Uppsala kommun  samt kyrkbyn Tunaby med sockenkyrkan Tuna kyrka i Uppland ligger i socknen. Rudbecks släkting kammarherren Adolf Rudbeck (1726–1801) hade år 1800 ärvt Hässelby gård i Uppland. 
Alexander Rudbeck var sonsons son till Thure Gustaf Rudbeck (1714–1786), som var politiker, militär och ämbetsman och bosatt på Edsbergs slott i Sollentuna socken 1782–1786, men var ägare av slottet redan från 1757.
Alexander Rudbeck blev student vid Uppsala universitet 4 december 1848 och studerade målarkonsten i Stockholm, akademien i Düsseldorf 1853–1858 och i Paris 1858–1860, och hade utställningar i Konstakademien och flera konstföreningar. Han blev 1871 agré vid Konstakademien. En altartavla i Grödinge kyrka, Kristus och äktenskapsbryterskan, torde vara hans största arbete. Tavlan är en kopia av den franske konstnären Émile Signols målning med samma namn som finns i Musée du Luxembourg i Paris. Av hans övriga tavlor märks Toaletten, Bondfolk i en kyrka och Flicka i Normandie. Han dog ogift 24 april 1908 i Adolf Fredriks församling i Stockholm. Alexander Rudbeck är begravd på Norra begravningsplatsen utanför Stockholm.
På Kungliga biblioteket i Stockholm finns en teckning som föreställer baron Alexander Rudbeck utförd av konstnären Maria Röhl (1801–1875) och han finns representerad vid Nationalmuseum i Stockholm, Norrköpings konstmuseum och Göteborgs konstmuseum.

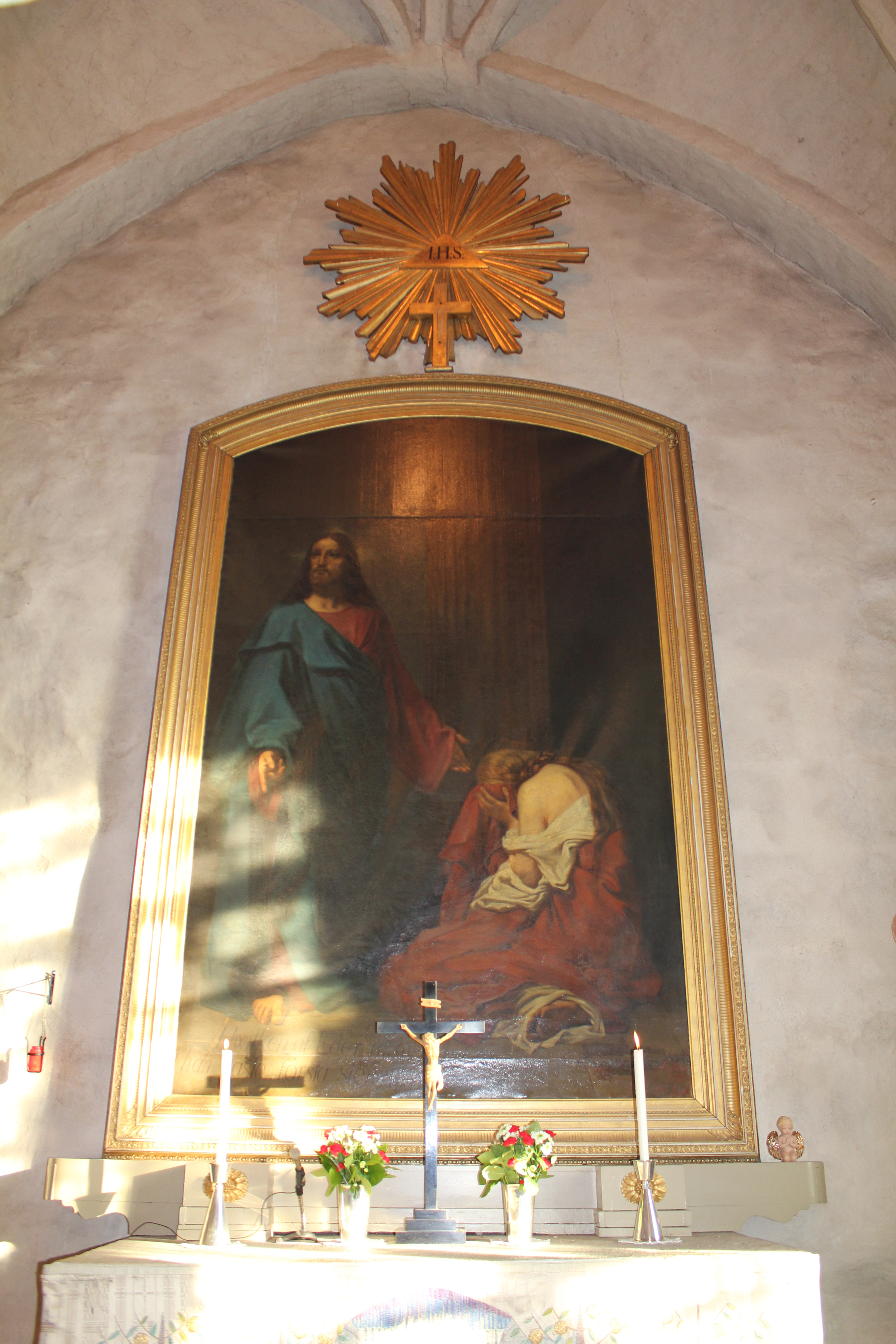
Kristus och äktenskapsbryterskan (1862), altartavlan i Grödinge kyrka.